# 四つ葉のクローバークエーサー
四つ葉のクローバークエーサー（よつばののクローバークエーサー、Cloverleaf quasar）とは、うしかい座の方向にあるクエーサーである。別名QSO J1415+1129、H1413+117、クローバーリーフ・クエーサー。

## 四重像
四つ葉のクローバークエーサーは、その名の通り四つ葉のクローバーのように4つの天体に見えることから名づけられた。これは重力レンズ効果によるものである。4つの像は1984年に発見され、1988年に同一の天体であることがわかった。
2004年、チャンドラX線天文台によって鉄由来のX線の像が撮影され、4つの像のうち1つが他の3つと比べ明るい事がわかった。この増光は、4つの像に分ける銀河の重力レンズ効果とは別に、重力レンズ効果を起こしている銀河に属する単独または連星の恒星による非常に弱い重力レンズ効果、すなわち重力マイクロレンズ効果が原因であると考えられている。増光はX線と可視光を比べるとX線の方が強い。これは、X線を放つ領域が0.01光年程度の小さな領域に収まっているためと推定されている。このことは、中心部のブラックホールに物質がどう流れるかをモデル計算するのに役立つ。これらの値は、ハッブル宇宙望遠鏡が通常観測できる限界の1万倍も細かい解像度である。一方可視光の増光の割合がX線と比べて低いのは、この10倍広い領域から放出されていると考えられている。

## 降着円盤
このクエーサーの降着円盤からは一酸化炭素のスペクトルが検出されている。このクエーサーは、見かけの距離から111億年前に存在する天体であり、発見されている中で最も古い時代の一酸化炭素である。これは、初期の宇宙における大規模な星形成の1つの証拠となっている他、銀河の進化などを考える上でも重要である。このクエーサーの一酸化炭素は、国立天文台野辺山宇宙電波観測所の45mミリ波電波望遠鏡の性能チェックに使われ、従来は検出に数時間から数日かかるのを、わずか10分で検出する事が出来た。
また、やはり発見されている中で最も古い時代のシアン化水素とHCO+も検出されているが、これらのスペクトルから、このクエーサーの赤方偏移が測定されている。